# You Better Move On
You Better Move On är en låt skriven och framförd av Arthur Alexander från 1961 och nådde plats nummer 24 på Billboard Hot 100 i mars 1962.  Den brittiska rockbandet The Rolling Stones gjorde en cover på låten som först släpptes på EP:n The Rolling Stones från 1964. Sången har även spelats in samma året av The Hollies, The Moody Blues och Tony Sheridan.

### Fotnoter
1. ↑  Whitburn, Joel. The Billboard Book of Top 40 Hits: Revised and Enlarged, Billboard Books, New York, 1992,
2. ↑  Richard Younger: Get A Shot of Rhythm & Blues – The Arthur Alexander Story, University of Alabama Press, Alabama 2000, S. 213, ISBN 0-8173-1024-X.